# Sistema de reserva fracionária
O sistema de reserva fracionária  refere-se à prática bancária, adotada na maioria dos países do mundo, que permite que os bancos façam empréstimos ou investimentos em valor muito superior ao valor dos depósitos sob sua guarda, desde que mantenham como reserva uma determinada fração do valor desses depósitos. Esse sistema permite que os bancos emprestem a maior parte dos depósitos a vista, 
retendo compulsoriamente apenas uma fração desses depósitos. O sistema de reservas fracionárias baseia-se na crença de que os depositantes não sacarão o seu dinheiro ao mesmo tempo. Se o fizessem, os bancos não teriam como atender a demanda, ou seja, quebrariam.
A reserva fracionária é, portanto, um valor correspondente à determinada fração dos depósitos bancários que, por lei, o banco é obrigado a manter, em  dinheiro ou na forma de ativos facilmente liquidáveis. Tal reserva é mantida no próprio banco ou depositada no banco central.
Os bancos agem como intermediários entre tomadores de empréstimos e poupadores, oferecendo empréstimos a prazo, ao mesmo tempo que garantem liquidez imediata  aos depositantes. Todavia, há sempre o risco de corrida aos bancos, com súbitas retiradas de dinheiro em montante superior ao das reservas do banco. Para mitigar esse risco e evitar  que um eventual contágio para os outros bancos possa desencadear uma  crise sistêmica, os governos da maioria dos países  regulam e supervisionam os bancos comerciais, instituem  seguros para os depositantes, além dos bancos centrais atuarem como  emprestadores de última instância para os bancos comerciais.
Uma vez que os depósitos bancários são normalmente considerados como dinheiro e dado que os bancos mantêm reservas inferiores ao valor total dos depósitos de clientes, a reserva fracionária permite que a  oferta monetária cresça além do montante da base monetária originalmente criada pelo banco central.
Na maioria dos países, o banco central (ou outra autoridade monetária) regula a criação de crédito bancário, impondo uma proporção entre depósitos compulsórios e o capital mínimo regulatório. Isso pode limitar a capacidade de criação de moeda pelo sistema bancário, contribuindo para assegurar que os bancos se mantenham solventes e que tenham fundos suficientes para atender à demanda de saques dos seus clientes. Todavia, em lugar de controlar diretamente a oferta monetária, os bancos centrais geralmente perseguem uma meta de taxa de juros para controlar a inflação e a concessão de créditos bancários.